# Toradora!
Toradora! (とらドラ!) és una sèrie de novel·les lleugeres japoneses escrites per Yuyuko Takemiya, amb il·lustracions de Yasu. La primera novel·la va ser llançada el 10 de març del 2006, i fins al 10 d'octubre de 2008, s'han publicat 9 volums per ASCII Media Works sota la seua etiqueta "Dengeki Bunko". La sèrie de novel·la lleugera acabaren amb un paquet de 10 volums que es llançaren el 10 de març del 2009. Una novel·la lleugera publicada aïlladament (spin-of) també fou creada, encertadament titulada "Toradora Spin-Of", El primer volum va ser llançat el 10 de maig de 2007. Una adaptació en manga per Zekkyō va començar a distribuir-se en la Revista shōnen de manga Dengeki Comic Gao! el 27 de juliol de 2007; formalment publicada per MediaWorks. El manga acabà de distribuir-se en Dengeki Comic Gao! el 27 de gener del 2008, però continuà en la revista Dengeki Daioh d'ASCII Media Works el 21 de març del 2008.

## Personatges
Personatges principals
- Aisaka Taiga (O com els companys l'anomenen, "Tenori Taiga" que significa "Tigre Compacte")
- Takasu Ryuuji

La relació d'aquests dos personatges, comença un dia en què comencen les classes de nou i, casualment, es troben i des d'aquest punt s'ajuden mútuament per aconseguir a les persones que estan enamorats, però acaben enamorant-se entre ells mateixos.
Personatges secundaris
- Kushieda Minori (la millor amiga de Taiga)
- Kitamura Yuusaku (millor amic de Ryuuji)
- Kawashima Ami (estudiant famosa, pel seu treball, a part dels estudis)
- Takasu Yasuko (mare d'en Ryuuji)